# 紫花柳穿鱼
紫花柳穿鱼（学名：Linaria bungei）为玄参科柳穿鱼属下的一个种。

## 扩展阅读
- 維基物種上的相關：紫花柳穿鱼